# Rubi (piłkarz)
Rubi, właśc. Joan Francesc Ferrer Sicilia (ur. 5 lutego 1970 w Vilassar de Mar) – hiszpański trener i  piłkarz, grający na pozycji pomocnika.

## Kariera piłkarska
Rubi przez całą karierę błąkał się po mało znanych hiszpańskich klubach. Jest on wychowankiem klubu UE Vilassar de Mar, gdzie też rozpoczął karierę zawodową. W 1992 roku przeniósł się do AEC Manlleu. W 1994 roku został piłkarzem rezerw klubu RCD Espanyol. Po roku przeniósł się do CE L’Hospitalet. Tam jego przygoda ponownie zakończyła się już po roku, gdyż w 1996 roku został piłkarzem Pontevedra CF. W 1997 roku ponownie zmienił barwy klubowe przenosząc się do Terrassa FC. Tam po roku gry, w 1998 roku zdecydował się zakończyć piłkarską karierę.

## Kariera trenerska
Rozpoczynając karierę trenerską Rubi powrócił do UE Vilassar de Mar w 2001 roku, tym razem w roli szkoleniowca. W 2003 roku odszedł z klubu obejmując kolejny swój  klub CE L’Hospitalet. Tam jego przygoda zakończyła się już jednak po roku, gdyż w 2004 roku został zwolniony z tego stanowiska. Niedługo po tym został szkoleniowcem CE Sabadell FC, ale tam również jego praca trwała zaledwie rok. W 2005 roku został trenerem Espanyolu B, którego barwy kiedyś reprezentował. Na tym stanowisku pracował do 2008 roku. Zaraz po tym został szkoleniowcem UD Ibiza-Eivissa, ale jeszcze w tym samym roku został zwolniony z tego stanowiska. W 2009 roku objął drużynę Benidorm CF, gdzie pracował rok. W 2012 roku został szkoleniowcem zespołu Girona FC, tam jednak ponownie pracował tylko rok. W 2014 roku został szkoleniowcem klubu Real Valladolid, gdzie pracował do 2015 roku. Po tej przygodzie został trenerem Levante UD, gdzie pracował do 2016 roku. W 2017 roku przez krótko trenował zespół Sporting Gijón. Po odejściu z tego klubu został szkoleniowcem SD Huesca, z którą w sezonie 2017/18 wywalczył pierwszy w historii klubu awans do Primera División. Po tym sukcesie zdecydował się jednak opuścić klub. 3 czerwca 2018 roku został ogłoszony nowym trenerem RCD Espanyol.